# Oswald Bölcke

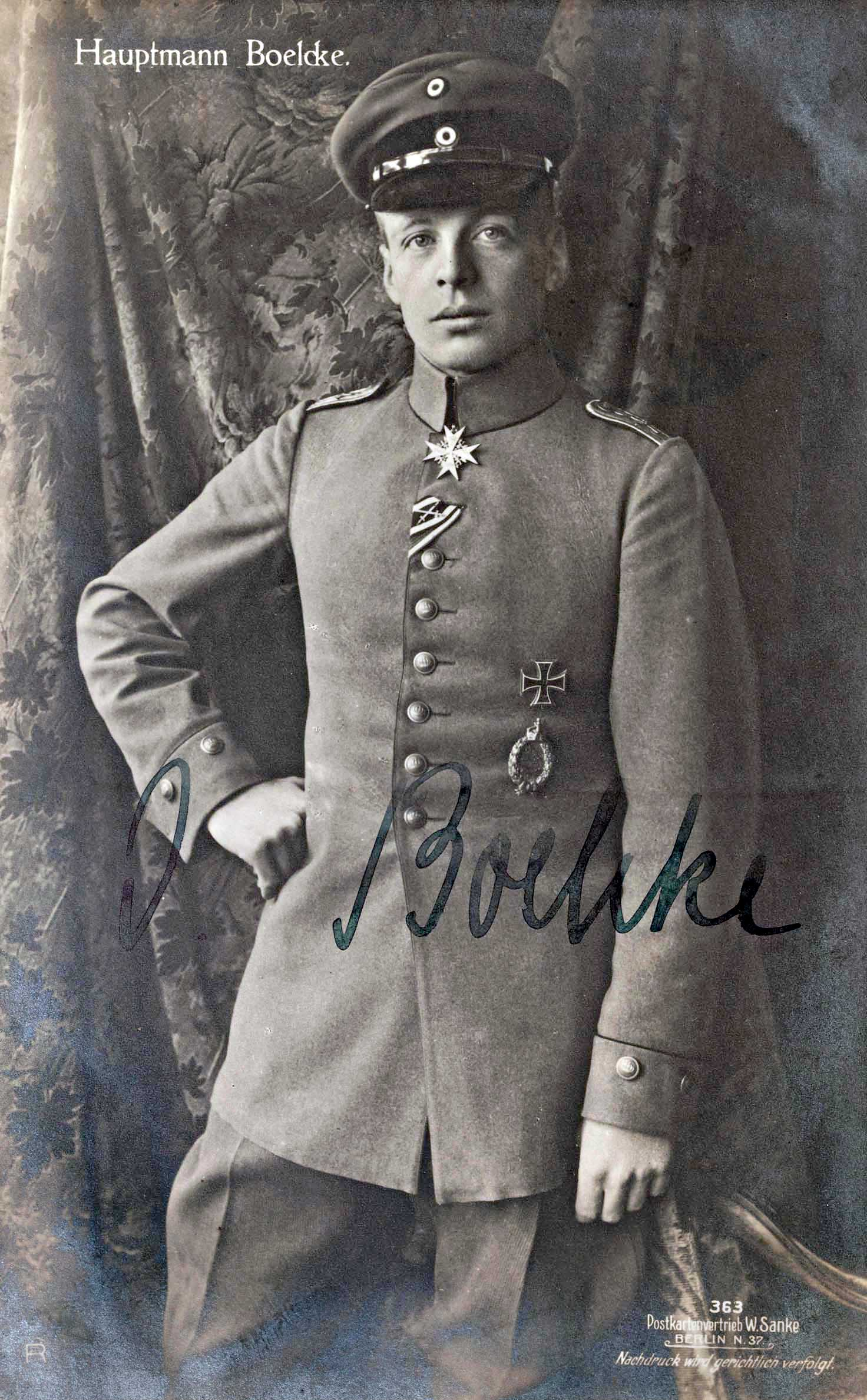
Kapten Oswald Bölcke, cirka 1916.

Oswald Bölcke (tyska: Oswald Boelcke), född 19 maj 1891, stupad i strid 28 oktober 1916, var en tysk officer, fältflygare och jaktflygspionjär under första världskriget. Från 4 juli 1916 fram till hans död vann han fyrtio erkända luftsegrar och blev därmed ett av de absolut första flerfaldiga flygarässen i världshistorien.
Bölcke är känd som "luftstridens fader" (alternativt "flygtaktikens fader") efter att ha skapat "Dicta Boelcke" ("Bölkes dikta"), en anvisningslista över fundamentala grundläggande flygstridsmanövrar från sin erfarenhet som jaktflygpionjär, utgiven i juli 1916. Innan Dicta Boelcke fanns inga taktiska anvisningar för jaktstrid, varav listan kom att bana väg och utveckla de första operativa principerna för luftstridstaktik, även efter kriget. Bölke utvecklade de första flygstridsmanövrerna tillsammans med andra jaktflygpionjärer, såsom Kurt Wintgens och Max Immelmann, även de kända flygaräss, den senare främst känd för att ha givit namn åt immelmannsvängen. Innan sin död kom han även att handleda det framtida toppässet Manfred von Richthofen.

## Historia

### Krigskarriär

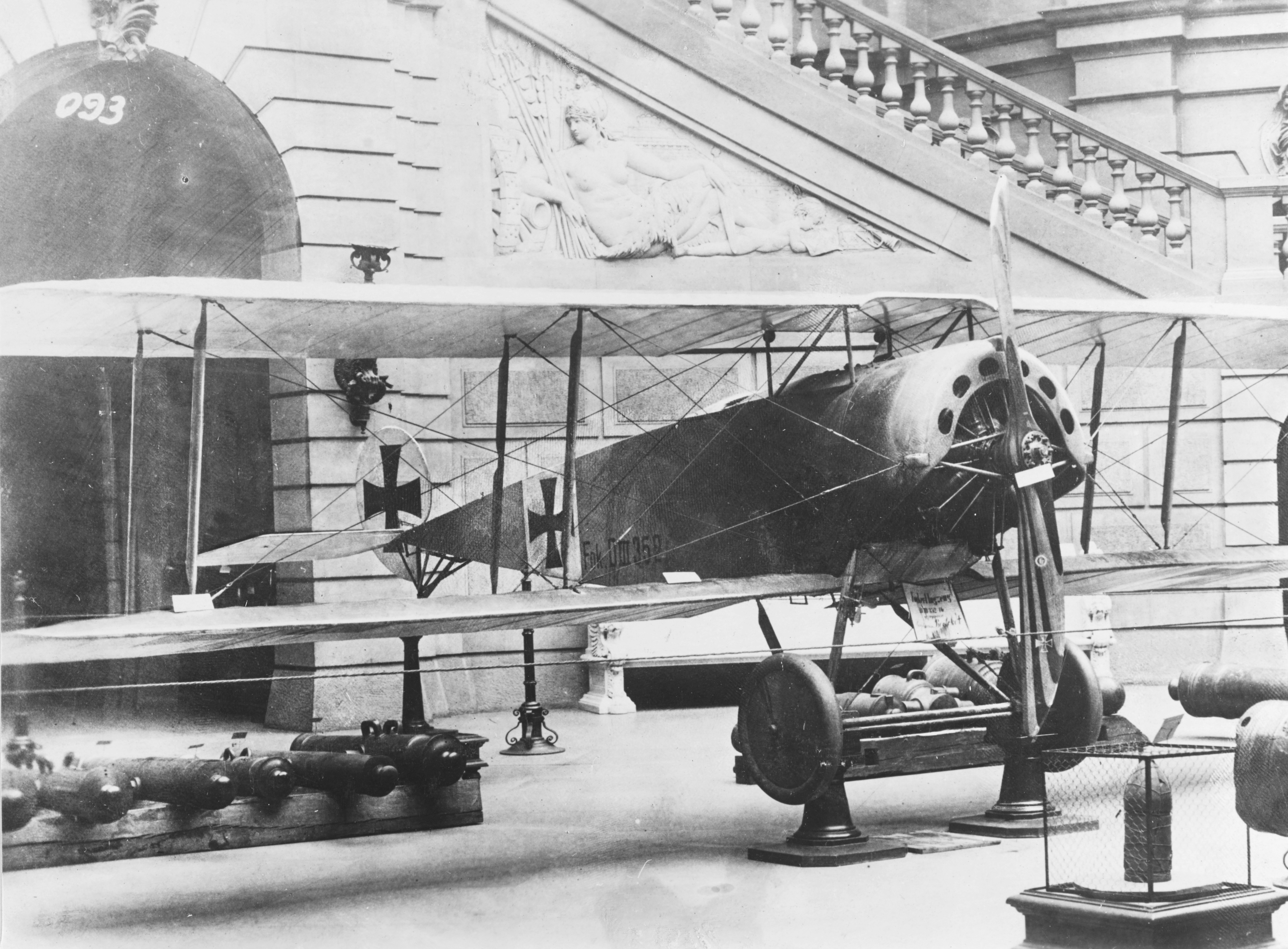
Bölckes Fokker D.III på utställning. Han vann åtta luftsegrar med detta plan mellan 2 och 19 september 1916.

Bölcke började sin karriär som jaktpilot flygande en Fokker E.III "Eindecker" (endäckare). I början av 1916 tilldelades han den preussiska medaljen Pour le Mérite (informellt känd som Blå Max på svenska, tyska: Blauer Max) för sina insatser när han hade skjutit ned nio fiendeplan. Han var den första jaktpiloten som tilldelades utmärkelsen. Efter sitt 19:e nedskjutna fiendeplan blev han utnämnd till nationalhjälte. Bölcke utnämndes till Staffelführer ("stabsfurir") för jaktskvadronen Jagdstaffel 2 (Jasta 2) den 30 augusti. Mellan 2 september och 26 oktober sköt han ner ytterligare elva plan; bland annat flygande en Fokker D.III, och från 16 september även flygande en Albatros D.II.
Efter att ha vunnit fyrtio luftsegrar kom Bölcke att stupa i strid 28 oktober 1916, när han kolliderade med ett allierat stridsplan och störtade. 

### Eftermäle
Oswald Bölcke begravdes den 31 oktober 1916, tre dagar efter hans död. Trots att Bölcke var protestant hölls hans begravning i den katolska katedralen i Cambrai, för tiden ockuperad av tyska riket. Bölckes död åtdrog sig många kondoleanser, även från fientliga motståndare. En brittisk stridspilot vid namn Robert Wilson (kapten av "No. 32 Squadron Royal Flying Corps"), vilken Bölcke hade skjutit ner bakom tyska linjer under september 1916, skickade från krigsfångenskap, tillsammans med tre andra medfångar, en begravningskrans till Bölckes anhöriga; dess band adresserad till "The opponent we admired and esteemed so highly" (svenska: "motståndaren vi beundrade och uppskattade så högt"). En annan begravningskrans av brittiskt ursprung hade, efter godkännande av Royal Flying Corps, släppts från luften bakom tyska linjer; dess band löd: "To the memory of Captain Boelcke, our brave and chivalrous opponent" (svenska: "Till minne av kapten Bölcke, vår tappre och ridderlige motståndare").
Bölcke var banbrytande inom luftstrid och hans stridsrapporter utkom som bok 1916, senare i svensk översättning 1917 under titeln Kapten Bölckes stridsrapporter.

### Trycka verk
- Bölcke, Oswald (1917). Kapten Bölckes stridsrapporter. Stockholm: Albert Bonniers Förlag. Libris 1650417
- Svensk uppslagsbok. Malmö. 1939
- Thompson, Julian (2006). 1916: Verdun och Somme. Stockholm

### Webbkällor
- ”Kapten Bölckes stridsrapporter”. https://historiskt.wordpress.com/tag/oswald-bolcke/. Läst 9 oktober 2022.